# Puccinia rupestris
Puccinia rupestris ist eine Ständerpilzart aus der Ordnung der Rostpilze (Pucciniales). Der Pilz ist ein Endoparasit von Alpenscharten und Seggen. Symptome des Befalls durch die Art sind Rostflecken und Pusteln auf den Blattoberflächen der Wirtspflanzen. Sie ist in Nord- und Mitteleuropa verbreitet.

## Merkmale

### Makroskopische Merkmale
Puccinia rupestris ist mit bloßem Auge nur anhand der auf der Oberfläche des Wirtes hervortretenden Sporenlager zu erkennen. Sie wachsen in Nestern, die als gelbliche bis braune Flecken und Pusteln auf den Blattoberflächen erscheinen.

### Mikroskopische Merkmale
Das Myzel von Puccinia rupestris wächst wie bei allen Puccinia-Arten interzellulär und bildet Saugfäden, die in das Speichergewebe des Wirtes wachsen. Ihre Spermogonien sind unbekannt. Die unterseitig auf den Wirtsblättern wachsenden Aecien der Art befinden sich auf schwarzvioletten Flecken. Ihre goldbraunen Aeciosporen sind 15–22 × 15–22 µm groß, abgeplattet kugelig und feinwarzig. Die blattunterseitig wachsenden Uredien des Pilzes sind dunkelbraun und klein. Ihre gelbbraunen Uredosporen sind schmalellipsoid bis eiförmig, 25 × 19 µm groß und leicht stachelwarzig. Die oft aus den Uredien entstehenden Telien der Art sind schwarzbraun und elliptisch bis länglich. Die dunkelbraunen Teliosporen sind zweizellig, in der Regel keulenförmig und 35–50 × 13–20 µm groß. Ihre Stiele sind 30–50 µm lang.

## Verbreitung
Das bekannte Verbreitungsgebiet von Puccinia rupestris umfasst den Norden und die Hochgebirge Europas.

## Ökologie
Die Wirtspflanzen von Puccinia rupestris sind Alpenscharten (Saussurea spp.) für den Haplonten und Seggen (Carex spp.) für den Dikaryonten. Der Pilz ernährt sich von den im Speichergewebe der Pflanzen vorhandenen Nährstoffen, seine Sporenlager brechen später durch die Blattoberfläche und setzen Sporen frei. Die Art verfügt über einen Entwicklungszyklus mit Aecien, Spermogonien, Telien und Uredien und macht einen Wirtswechsel durch.